# El Aprendiz de Satanista
" El Aprendiz de Satanista " es el quinto episodio de la sexta temporada de la Americana serie de televisión de ciencia ficción estadounidense Legends of Tomorrow, que gira en torno al equipo de superhéroes del el mismo nombre y sus aventuras de viaje en el tiempo. El espectáculo está ambientado en Arrowverse, compartiendo continuidad con las otras series de televisión del universo como Arrow (2012) y Flash (2014). El episodio fue escrito por Keto Shimizu y Ray Utarnachitt, y dirigido por Caity Lotz . El episodio es parte de animación y parte de acción en vivo, inspirado en las películas animadas de Disney en la década de 1990s.
Lotz interpreta a Sara Lance / Canario Blanco, y se le unen los miembros principales del reparto Tala Ashe como Zari Tomaz, Jes Macallan, Olivia Swann como Astra Logue, Shayan Sobhian como Behrad Tarazi, Lisseth Chavez como Spooner Cruz, Nick Zano como Nathan Heywood/Steel y Matt Ryan como John Constantine. El episodio sigue dos historias; en uno, los aprendices de Astra Logue con Aleister Crowley, lo que lleva a consecuencias catastróficas para las otras Leyendas. En la segunda, Sara se encuentra con Bishop, su secuestrador, y busca escapar.
"The Satanist's Apprentice" se emitió por primera vez en los Estados Unidos ezsn el canal "The CW" el 6 de junio de 2021 y fue visto por 0,42 millones de espectadores con un 0,1 de porcentaje de audiencia entre adultos de 18 a 49 años. El episodio recibió críticas generalmente positivas de los críticos, quienes apreciaron las partes animadas.

## Trama
En la mansión de John Constantine, Astra Logue lucha con las tareas diarias y con su vecino, Robert Truss, y Constantine la ignora. Astra encuentra a Matt Lucas como Aleister Crowley, un ocultista atrapado en una pintura que se ofrece a enseñarle magia con la intención de encontrar la Fuente del Imperio, una fuente de magia alienígena. Durante una discusión con Constantine, Astra le da a Crowley el control de su cuerpo. Cuando las Leyendas llegan a la mansión, Astra las transforma en objetos domésticos, y cuando Astra intenta evitar que Crowley usurpe las almas de Truss y las Leyendas, la traiciona y transforma a todos en personajes de dibujos animados. Astra usa un hechizo creado por su madre Natalie para eliminar toda la magia, lo que vuelve a atrapar a Crowley y restaura a todos a sus cuerpos, pero también les quita el poder a todos, incluido Constantine, lo que los lleva a él y a Astra a comenzar de nuevo.
Mientras tanto, Sara Lance conoce a su secuestrador Bishop, el creador de todos los clones de Ava. Después de curar a Sara, Bishop afirma que la codicia humana condenó a la Tierra y tiene la intención de reanudar a la humanidad utilizando ADN alienígena, queriendo que Sara les enseñe fuerza. Sara es traicionada por un clon engañoso de Ava, que sin darse cuenta lleva a Bishop a su nave, quien revela que las cápsulas recolectaron el ADN de sus habitantes. Sara mata a Bishop, pero queda inconsciente solo para encontrarse con él nuevamente en su guarida.

## Producción

### Desarrollo
En abril de 2021, el entonces showrunner Phil Klemmer de Legends of Tomorrow explicó que el concepto de un episodio parcialmente animado en la temporada 6 comenzó como una broma: "La razón por la que lo hicimos originalmente es que lo rompimos como acción en vivo, y luego hay un punto en la historia donde se vuelve tan extravagante que realmente estaba teniendo dificultades para verlo en mi cabeza como una acción en vivo. Yo estaba como, 'Chicos, esto se siente como una película de Disney de los 90'. Era una tipo de broma".  El episodio es el segundo episodio del miembro del elenco Caity Lotz como director después del episodio de la quinta temporada, " Mortal Khanbat ",  y fue escrito por Keto Shimizu y Ray Utarnachitt.

### Escribiendo
El título del episodio, "El aprendiz de satanista", es un juego de palabras con El aprendiz de brujo, un poema escrito por Johann Wolfgang von Goethe. Klemmer dijo que el foco del episodio sería Astra Logue, interpretada por Olivia Swann, y que ella serviría como la versión del episodio de una princesa de Disney.  El episodio sigue dos historias paralelas, la historia de Astra en la mansión de John Constantine, y la historia de Sara Lance / White Canary en la guarida de Bishop, que Lotz sintió que "no iban juntas" tonalmente, ya que "eran como su cosas propias, y ambas historias eran bastante completas y dinámicas y tenían su propia personalidad ruidosa". Consideró un desafío asegurarse de que encajaran para que "todavía se sintiera como si estuvieras viendo el mismo programa, lo cual es difícil cuando tienes extraterrestres y luego la animación de las princesas de Disney y la vida normal".  El episodio hace referencia a la serie de televisión Wynonna Earp, Lotz dijo que era un guiño al episodio dos, temporada cuatro de ese programa en el que un personaje menciona a Sara Lance.

### Casting
Los miembros principales del reparto Caity Lotz  como Sara Lance / White Canary, Tala Ashe como Zari Tarzi, Jes Macallan como Ava Sharpe, Olivia Swann como Astra Logue, Shayan Sobhian como Behrad Tarzi, Lisseth Chavez como Spooner Cruz, Nick Zano como Nate Heywood/Steel y Matt Ryan aparecen como John Constantine. El elenco invitado incluye a Raffi Barsoumian como Bishop, Matt Lucas actúa como el actor de voz detrás del personaje de  Aleister Crowley y Russell Roberts como Robert Truss.

### Filmación y efectos visuales
La filmación del episodio comenzó el 8 de diciembre de 2020, y finalizó el 18 de diciembre La escena inicial en la que un automóvil salpica agua sobre Astra no estaba escrita; originalmente estaba destinado a que simplemente lloviera en la escena, pero Lotz quería que una "cascada" golpeara a Astra y Swann dijo: "¡Cien por ciento! ¡Mas agua! ¡Haz que sea un chapoteo más grande!" .  Lotz también buscó hacer el montaje de apertura que representa la vida cotidiana de Astra "algo como una comedia romántica".  Como Lotz no tenía experiencia con la animación, colaboró con Tony Cervone, quien ha trabajado como director de animación en varios proyectos para Warner Bros. Animación Lotz dijo que el episodio fue más fácil de dirigir que su debut como directora porque ese episodio se basó en gran medida en efectos prácticos y acrobacias, mientras que este fue "un poco más como un desafío mental". Swann quería que las pecas de Astra se mantuvieran cuando ingrese a su avatar animado y que su tono de piel animado coincidiera con su tono de piel real.  Dado que el guion original menciona que el Astra animado habla con una "cadencia de Blancanieves ", Swann vio Blancanieves y los siete enanitos (1937) para lograrlo, pero finalmente se decidió por un estilo de habla que ayudó a todos a "asegurarse de que todavía era Astra". que Swann dijo que no se parecía en nada a una princesa de Disney. 

## Liberar

### Transmisión
"The Satanist's Apprentice" se emitió por primera vez en los Estados Unidos en The CW el 6 de junio de 2021. Fue visto por 0.42 millones de espectadores con una cuota de 0.1 entre adultos de 18 a 49 años

### Recepción de la crítica
Escribiendo para Screen Rant, Bruno Savill De Jong escribió: "Esta es la narración extravagante en la que se deleita Legends of Tomorrow ". Elogió la animación por su "suavidad" y "fluidez", y agregó que el episodio "avanza en la trama principal, pero principalmente permite un episodio centrado en el personaje de Astra". Aunque criticó el episodio por ciertos detalles predecibles de la trama, "todavía aterrizan, y las ambiciosas florituras del episodio que lo acompañan hacen de 'El aprendiz de satanista' un punto culminante de una temporada ya sólida". Allison Shoemaker de The AV Club calificó el episodio A− y dijo: "el elenco siempre activo del programa logra que los elementos tremendamente dispares se mezclan y fusionan de una manera que es a la vez desorientadora e increíblemente satisfactoria". Michael Patterson de Bam Smack Pow le dio al episodio un calificación B y dijo: "La aventura parcialmente animada ' Legends of Tomorrow puede tener una trama algo predecible, pero la ejecución aún te hará sonreír".